# Levelek
Levelek är en ort (större by) i provinsen Szabolcs-Szatmár-Bereg i östra Ungern. Orten har 2 713 invånare (2024), på en yta av 25,72 km². Den ligger cirka 20 kilometer öster om Nyíregyháza.